# Campionati europei di ginnastica artistica femminile 2012 - Trave (Juniores)
La finale ad attrezzo alla trave juniores dei 29° Campionati Europei si è svolta nella Brussels Expo dell'Atomium di Bruxelles, Belgio, il 13 maggio 2012.

## Vincitrici
| Oro                     | Argento                  | Bronzo                 |
| Maria Kharenkova Russia | Andreea Munteanu Romania | Elisa Meneghini Italia |

## Qualificazioni
| Pos. | Ginnasta            | Totale | Qual. |
| ---- | ------------------- | ------ | ----- |
| 1    | Andrea Munteanu     | 14.300 | Q     |
| 2    | Gabrielle Jupp      | 14.283 | Q     |
| 3    | Elisa Meneghini     | 14.100 | Q     |
| 4    | Maria Kharenkova    | 14.100 | Q     |
| 5    | Maelys Plessis      | 13.766 | Q     |
| 6    | Evgenija Šelgunova  | 13.766 | Q     |
| 7    | Tea Ugrin           | 13.633 | Q     |
| 8    | Eythora Thorsdottir | 13.566 | Q     |
| 9    | Ștefania Stănilă    | 13.533 | R     |
| 10   | Miriam Aribăşoiu    | 13.500 | —     |
| 11   | Sophie Scheder      | 13.433 | R     |
| 12   | Viktorija Kuz'mina  | 13.400 | —     |
| 13   | Angel Romaeo        | 13.333 | R     |

## Classifica
| Rank    | Gymnast             | D Score | E Score | Pen. | Total  |
| ------- | ------------------- | ------- | ------- | ---- | ------ |
| Oro     | Maria Kharenkova    | 6.1     | 8.666   |      | 14.766 |
| Argento | Andreea Munteanu    | 5.7     | 8.733   |      | 14.433 |
| Bronzo  | Elisa Meneghini     | 5.6     | 8.633   |      | 14.233 |
| 4       | Tea Ugrin           | 5.5     | 8.633   |      | 14.133 |
| 4       | Evgenija Šelgunova  | 5.7     | 8.433   |      | 14.133 |
| 6       | Gabrielle Jupp      | 5.5     | 8.200   |      | 13.700 |
| 7       | Maelys Plesses      | 5.2     | 7.733   | 0.1  | 12.833 |
| 8       | Eythora Thorsdottir | 5.3     | 5.866   |      | 11.166 |